# American Apathy
American Apathy – czwarty studyjny album industrial metalowej grupy Dope wydany 26 lipca 2005 przez wytwórnię Artemis Records.

## Lista utworów
1. „I'm Back” –  3:25
2. „Survive” –  3:12
3. „No Way Out” –  3:27
4. „Always” –  3:16
5. „Bastard” –  3:26
6. „Sex Machine” –  2:51
7. „Four More Years” –  0:17
8. „Revolution” –  3:39
9. „Let's Fuck” –  2:39
10. „Fuck the World” –  3:32
11. „I Wish I Was the President” –  4:05
12. „Dream” –  2:56
13. „The Life” –  5:08
14. „People Are People” (cover Depeche Mode) –  3:12

## Twórcy
- Edsel Dope – śpiew, gitara, produkcja, inżynieria dźwięku, miksowanie
- Virus – gitara, gitara basowa, instrumenty klawiszowe, wokal wspierający
- Brix – gitara basowa
- Racci Shay – perkusja
- Joey Stumpo – miksowanie (asystent)
- Shawn Nowotnik – asystent
- Ted Jensen – mastering
- Stephen Jensen – projekt okładki
- Dan Machnik – zdjęcia